# Nové Butovice (stanice metra)
Nové Butovice (zkratka NB) jsou stanice pražského metra na lince B, je západní konečnou úseku III.B.
Stanice byla pro veřejnost otevřena 26. října 1988 pod názvem Dukelská (navrhovaný název byl Vítězného února či Únorového vítězství) na počest 70. výročí založení ČSR. Nachází se na území Jihozápadního Města, na jeho východním okraji, mezi sídlištěm Nové Butovice a Jinonicemi.

## Charakteristika stanice

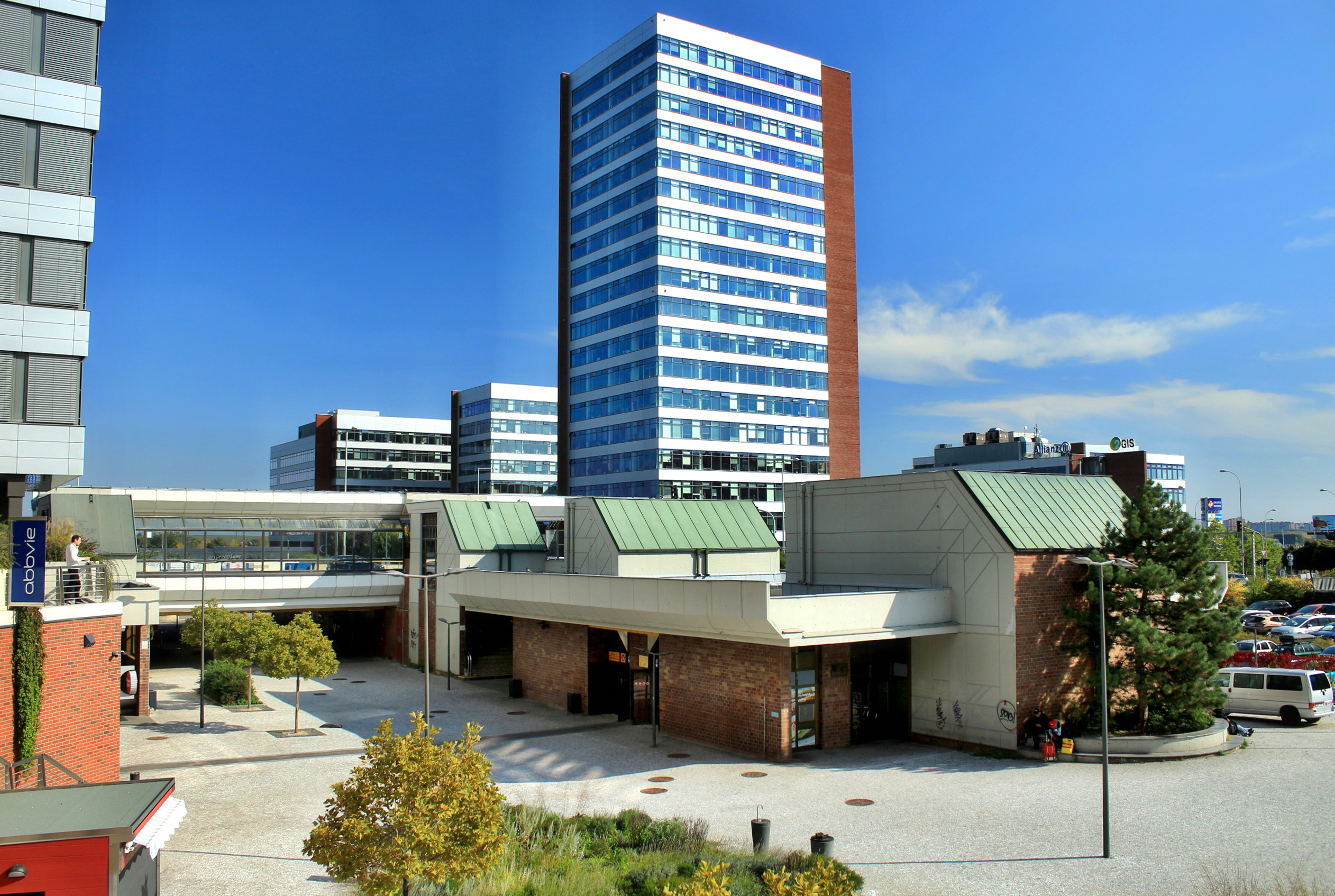
Okolí stanice, návazný autobusový terminál

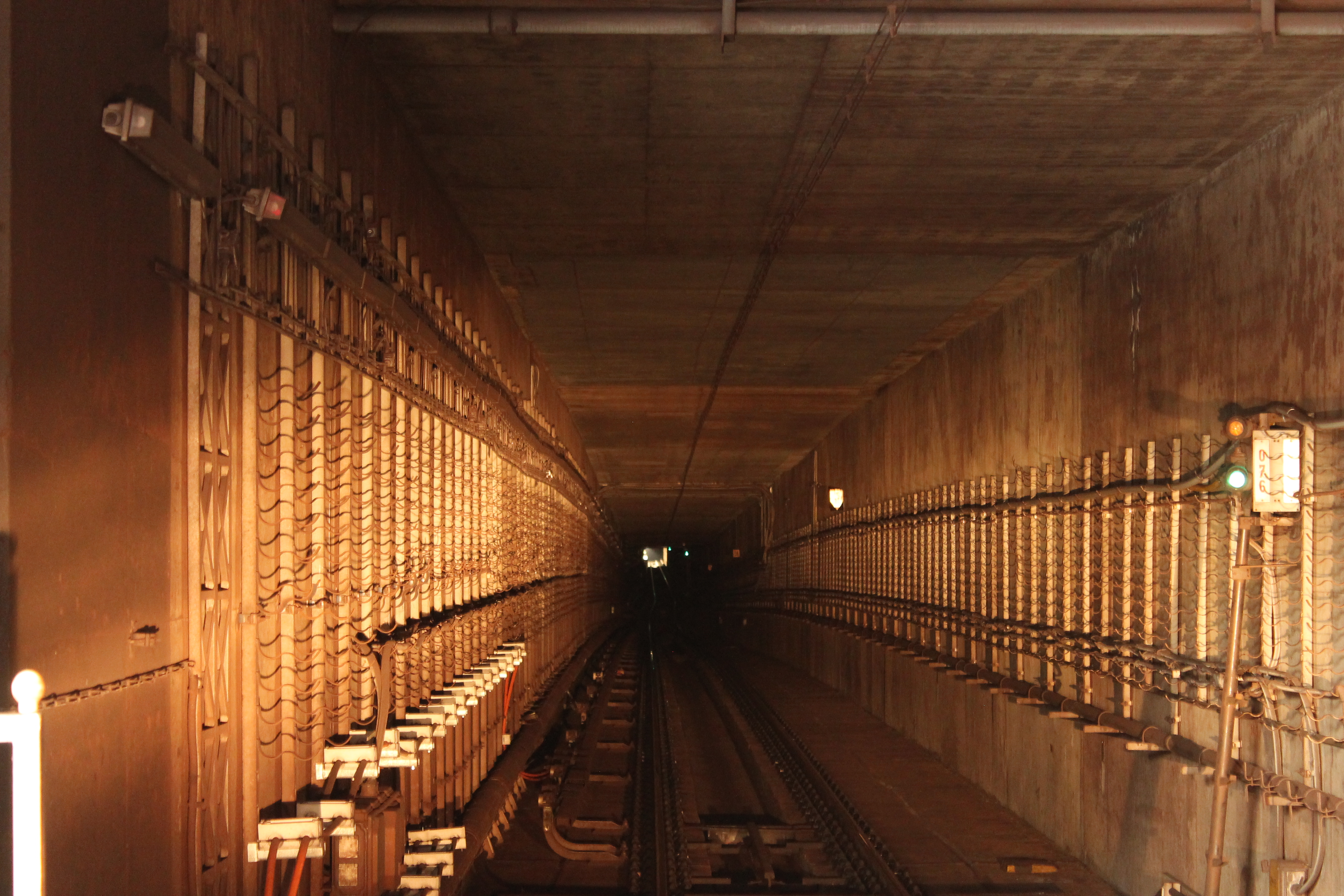
Pohled do stanice od Hůrky, ze stanice do stanice je přímo vidět

Stanice je hloubená, založená ve stavební jámě, jejíž svahy byly zajištěny kotvenou sítí, na níž byl později nanesen stříkaný beton. Nástupiště stanice je veliká hala bez sloupů, za stanicí se směrem na západ napojuje další úsek V.B a jsou tam i dvě odstavné koleje. Ty se používaly mezi lety 1988 až 1994, kdy Nové Butovice měly charakter konečné stanice. Včetně těchto kolejí je stanice dlouhá 592,7 m, hloubka založení pod zemí je pak 5,3 m.
Obklad stanice tvoří režné keramické desky. Na její vybudování v letech 1986–1988 bylo vynaloženo celkem 179,3 milionů Kčs.
Výstupy má stanice dva, vycházejí po pevném schodišti každý z jednoho konce nástupiště, v jeho ose a ústí do povrchových vestibulů. Ty jsou betonové, s prosklenými stěnami. V blízkosti se nacházejí stanoviště pro autobusovou dopravu. 10. března 2004 byla na části jednoho z pevných schodišť zprovozněna šikmá plošina pro imobilní osoby.

## Okolní objekty
- Office Park Nové Butovice
- Budova Metronom
- Aspira Business Centre
- Explora Business Center – Jupiter
- Galerie Butovice
- Czech Photo Centre